# Nirvana Sutra
Nirvāna Sūtra (pełna nazwa: skt. (Mahāyāna) Mahāparinirvāna Sūtra) chiń. Nieban jing 涅槃經; kor. Yŏlban kyŏng; jap. Nehan-gyō; wiet. Niết-bàn Kinh; tyb. myang 'das kyi mdo – jeden z najważniejszych tekstów mahajany i wadżrajany, w którym Budda przedstawia ostateczne objaśnienie swojej nauki, przekazane w ostatni dzień i noc przed jego odejściem i ostatecznym oświeceniem (skt. parinirvana).

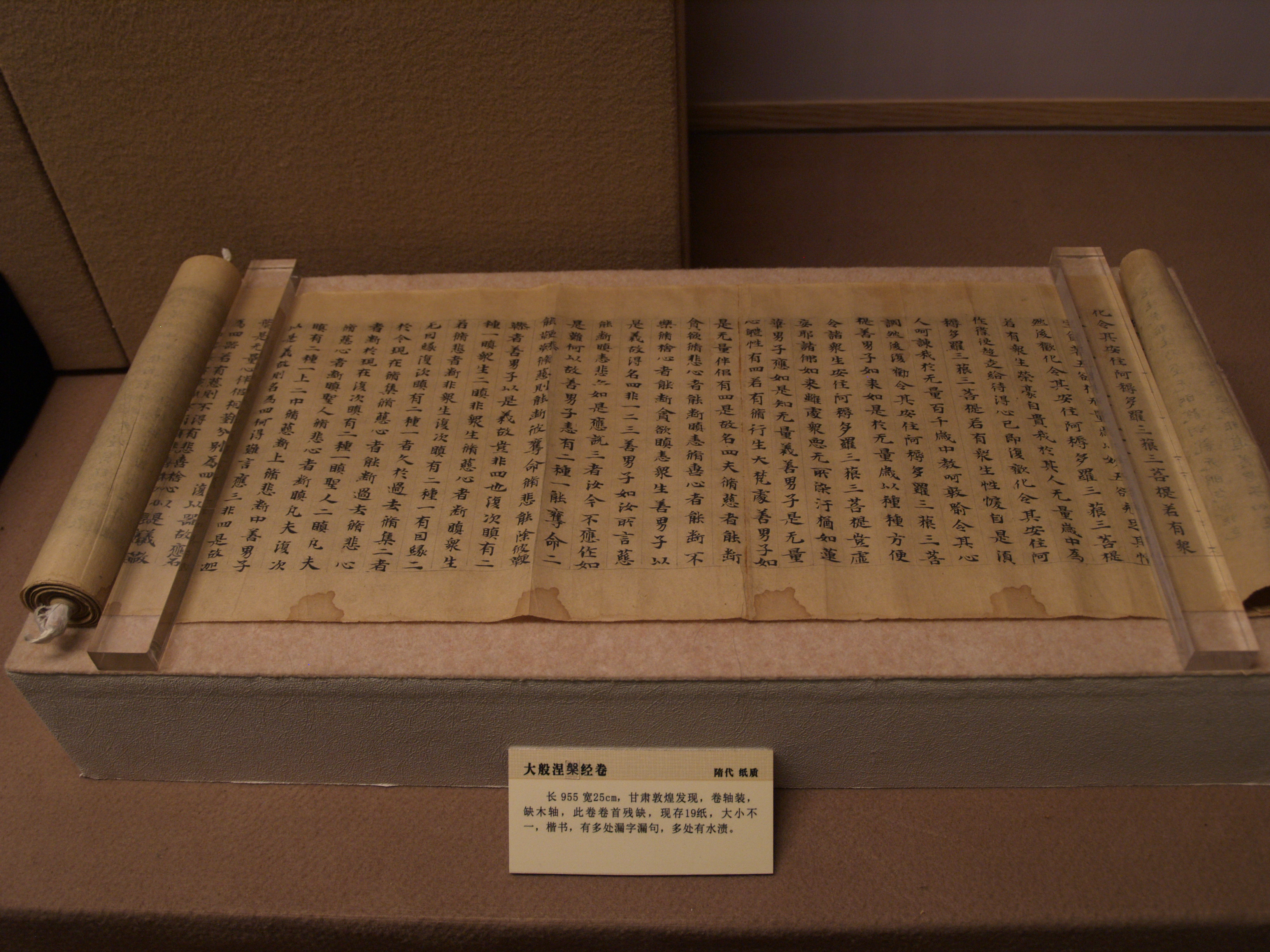
Rękopis sutry z okresu dynastii Sui

## Historia sutry i jej problematyka
Sutra ta nie przetrwała w swojej sanskryckiej wersji i znana jest tylko z chińskich tłumaczeń.
W okresie wschodniej dynastii Jin chińscy buddyści interesowali się głównie filozofią pradźni ze szczególnym naciskiem na doktrynę pustości. W następnym okresie, czyli dynastii południowych i północnych dostępna się stała przetłumaczona przez Dharmakszemę i Faxiana Sutra nirwany. W sutrze tej zupełnie inaczej potraktowano temat nirwany. Zamiast zatem podkreślać niesubstancjalność i traktować nirwanę jako urzeczywistnienie pustości, położyła ona nacisk na wieczną, radosną, personalną i czystą naturę nirwany. W sutrze zawarty był również rewolucyjny pogląd, że wszystkie odczuwające istoty mogą osiągnąć stan Buddy, a to dlatego, iż każda odczuwająca istota posiada naturę Buddy -. Czyli "prawdziwe ja" jest jak Tathagata.
Dla chińskich buddystów, wychowanych na doktrynie pustości i którzy wierzyli, że nirwana jest bezosobowym stanem pustości, doktryna o naturze buddy wydawała się być herezją. W 428 lub 429 r. Daosheng został wypędzony z Jianye za głoszenie, że wszyscy - nawet icchantikowie - mają naturę buddy. Gdy w 430 r. do Jianye dotarło tzw. "północne wydanie" Sutry nirwany, przekonano się, że jednak miał on rację i pozwolono mu wrócić do stolicy.
Pomimo wczesnego oporu, sutra była szeroko studiowana i coraz bardziej szanowana. Otrzymała także szczególne miejsce wśród sutr, jako że reprezentowała ostatnie słowa Buddy, zawierające ostateczną jego naukę.
Jednym z najważniejszych zwolenników tej sutry był wspominany Daosheng (355-434). Jeszcze nawet przed przetłumaczeniem tej sutry przez Faxiana miał swoje przemyślenia zgodne z doktryną wyrażoną w tej sutrze. Uważa się go twórcę tzw. szkoły nirwany, która powstała w V wieku. Kolejną jego ideą, która wzbudziła wiele kontrowersji, a była wyprowadzeniem logicznych wniosków z doktryny natury buddy, było wykazanie, iż stan Buddy (oświecenie), jest osiągany "nagle".
Według Daoshenga, który podzielił nauki Buddy na cztery grupy, na najniższym poziomie znajdowały się sutry Agama związane z naukami hinajany. Na drugim poziomie - sutry pradźni. Na pozimie trzecim - Sutra lotosu, która reprezentuje nauki "jednego pojazdu", co czyni możliwym wyzwolenie wszystkich istot. Na najwyższym czwartym poziomie - Sutra nirwany.
Do czasów Nanyue Huisi (515-577) chińscy buddyści albo opierali się na Sutrze girlandowej, albo na Sutrze nirwany. Huisi zaatakował oba stronnictwa, argumentując, że największy honor należy się Sutrze lotosu, która była czczona w szkole tiantai. Oponenci nie mogli się z tym zgodzić. W jego biografii spotyka się kilkakrotnie wzmianki o próbach otrucia go.
W klasyfikacji nauk Buddy dokonanej przez Zhiyi (538-597), jednego z czołowych przedstawicieli szkoły tiantai, nauki podzielone zostały na pięć grup. Pierwsza, najniższa, grupa, to sutry Agamy, czuli doktryna hinajany. Budda nauczał tej doktryny przez 12 lat. Na poziomie drugim - Sutra girlandowa. Budda nauczał jej tylko przez trzy tygodnie. Na poziomie trzecim - grupa sutr Wajpulji, które reprezentują podstawowe nauki mahajany. Ten okres trwał 8 lat. Na czwartym poziomie - grupa sutr pradźni, które wprowadziły doktrynę pustości. Budda nauczał tej doktryny przez 22 lata. Na najwyższym piątym poziomie - dwie sutry: Lotosu i Nirwany. Reprezentują one szczyt i kulminację nauk Buddy, który poświęcił im ostatnich 8 lat swojego życia.
Wprowadzenie tej sutry w świat buddystów mahajany, spowodowało uczynienie z mahajany doktryny powszechnego wyzwolenia. 
Nauki tej sutry prezentują poprawne i dogłębne wskazówki na temat wcześniej przedstawionych nauk o braku ja i pustości zjawisk. Koncepcja pustości jest tutaj objaśniana jako pustość od tego, co złożone, bolesne i przemijające, nie zaś jako „pustość sama w sobie”. Budda naucza również, że „brak ja” oznacza w rzeczywistości błąd polegający na utożsamianiu swojej własnej esencji z przemijającymi zjawiskami i niezdolnością do identyfikacji z „prawdziwym ja” – naturą buddy.
Centralne znaczenie dla nauczania tej sutry ma koncepcja natury buddy (skt. Tathagatagarbha) jako jedynej rzeczywistej absolutnej prawdy, która jest najgłębszą esencją umysłu każdej istoty.

## Tłumaczenia
Teksty znajdujące się w kanonie buddyjskim. T – numer katalogowy tekstu w Taishō Shinshū Daizōkyō, Tokio 1924-1934; K – numer katalogowy tekstu w The Korean Buddhist Canon: a Descriptive Catalogue', pod red. Lewisa R. Lancastera, Berkeley 1979.
Sutra ta ma dwie wersje: jako Mahaparinibbana-sutta w kanonie palijskim jest szesnastą suttą w Dighanikai, a jako Mahaparinirwana-sutra jest jedną z najważniejszych sutr mahajany.
Z sutry palijskiej przetrwały trzy tłumaczenia:
- Yuxing jing druga sutta w Changehan
- Foban niyuan jing. Tłum. Bo Fazu pomiędzy 290 a 307 r. w Chang’anie. T 5; K 653
- Banniyuan jing. Tłum. nieznany, pomiędzy 317 a 420 r. T 6; K 654.

Z sutry mahajany przetrwało sześć tłumaczeń: 
- Daban niyuan jing. Tłum. Faxian pom. 26 października 417 a 22 lutego 418 r. w klasztorze Daochang w Yangdu lub w latach 410 i 411. T 376; K 106. Pierwsze tłumaczenie, asystentem był Buddhabhadra.
- Daban niepan jing. Tłum. Dharmakszema w okresie od 414 do 3 grudnia 421 r. w Gucang w Liangdu. T 374; K 105. Drugie tłumaczenie, standardowe. Tzw. "północny tekst"
- Daban niepan jing houfen. Tłum. Dżnianabhadra w roku 664 i 665 w Chengdu. T 377; K 107
- Folin niepan jifazhu jing. Tłum. Xuanzang 17 maja 652 r. w klasztorze Daci’en. T 390; K 483
- Daban nieban jing. Tłum. Faxian w 405 r. T 7; K 652. To tłumaczenie zawiera połowę całego tłumaczenia Faxiana (T 376, K 106). Na nim opierano się atakując Daoshenga z herezję.
- Daban niepan jing. Wydana przez Huiyana i innych pom. 424 a 452 r. T 375; K 1403. Wersja ze zmianami dokonanymi przez grupę buddystów z Jiankangu wśród których byli: Huiyan, Huiguan, Xie Lingyun. Tzw. południowy tekst.

## Linki anglojęzyczne
- "Nirvana Sutra": full text of "Nirvana Sutra", plus appreciation of its teachings
- "Tathagatagarbha Buddhism": Several of the main "tathagatagarbha" sutras in full or in part
- The New York Times - Buddha Nirvana